# Almohadazo
Almohadazo (también conocido como Almohadazo el Noti) fue un programa de televisión de la cadena MVS Televisión/Dish México en el que se transmitían las noticias del día y de interés general. Fue conducidó por Fernanda Tapia.

## Contenido
Transmisión de las noticias destacadas del día de México y el mundo con tono humorístico. Contenido Gráfico. Para adolescentes y adultos.

## Personajes

### Conductores
- Fernanda Tapia, conductora principal
- Kika Gomar
- Omar Patiño
- Ximena Cebreros (hasta 2010)
- Enrique Hernández Alcázar (hasta 2011)
- Dr Bolavsky (hasta 2011)
- Cristina Escobar "La Rulos"
- Iraís Rasgado
- Verónica Rodríguez (hasta 2013)

### Colaboradores
- Ciriaco "El Charro del Zodiaco"
- Marco Campuzano
- Juan Veledíaz
- Diana Arias
- César Arreola
- Killash
- "El Vikingo"
- Alex Marín y Kall (hasta 2010)
- Mariana del Valle (hasta 2011)
- Laura Vargas (hasta 2010)
- Andrés Vargas "El Ruzo" (hasta 2012)

## Secciones
- Imágenes del Fin de Semana
- El Sonecito en Vivo
- Loquero Mucho con el Dr. Campuzano
- El México Crónico con Juan Veledíaz
- Todo sobre Espectáculos con Cristina Escobar "La Rulos"
- Verónica Rodríguez y los Deportes en Vivo
- El Vikingo al Rescate
- Diana Arias y sus Muertos
- Ciriaco "El Charro del Zodiaco"
- Al Otro lado de la Cancha con Cesar Arreola
- El Ejecutómetro
- Reportajes Especiales
- Acomplétenmen la Nota
- Se las Teníamos pero Nos la Pelamos
- La Baba en la Almohada
- Le Juro que sí Pasó

## Invitados Destacados
Se mencionan sólo algunos:
- Andrés Manuel López Obrador
- Jorge Ortiz de Pinedo
- Omar Fierro
- Héctor Bonilla
- Trino
- Niurka Marcos
- La Sonora Santanera
- Pequeños Musical
- Grupo Cañaveral
- Molotov

## Media
Podcast en iTunes
iTunes - Podcasts - Almohadazo de MVS Television
- Podcast de Almohadazo

## Canales
Se Transmite por el canal 52MX de MVS Comunicaciones y en Estados Unidos por LATV. Logo